# セクシー田中さん
『セクシー田中さん』（セクシーたなかさん）は芦原妃名子による漫画作品。2017年9月号から2024年1月号まで『姉系プチコミック』（小学館）に連載。
作者・芦原妃名子の死去を受け未完のまま終了している。
昼間は周囲から変人扱いされている経理部のOL、夜はレストランでベリーダンスを踊る超セクシーなベリーダンサーの顔を持つ、我が道を行くアラフォー女性・田中と周辺人物を描く。
2023年8月時点で単行本の累計部数が100万部を突破している。
2023年10月より、日本テレビ系列にてテレビドラマが放送された。

## あらすじ
婚活に励んでいる派遣OL・倉橋朱里は、アラフォーで地味な経理部のOL・田中京子の雰囲気がここ最近変化したことが気になっていた。
そんなある日、朱里はとあるレストランで初めてベリーダンスを鑑賞し、妖艶で煌びやかに踊るベリーダンサー・Saliのダンスに魅了される。そして後日、目に焼き付いたSaliの立ち姿が、社内を歩く京子のそれと一致することに気が付く。
京子は「ダンサーをしていることは内密にして欲しい」と朱里に懇願したことが切っ掛けで、今まで殆ど接点がなかった二人に交友関係が生まれる。ひと回り以上歳の差のある二人だが、互いに刺激を受け合い、自身の新たな一面を見出していく。

## 登場人物

### 主要人物
田中 京子（たなか きょうこ） / Sali（サリ）
本作の主人公。経理部の独身OL。40歳。TOEIC900点越え、税理士の資格を持つ優秀な人物。
幼少期から引っ込み思案で大人しく、友達も彼氏もできたことがない地味で陰気な女性。普段は化粧も必要最低限に留め、衣服も流行に左右されない地味なものが多い。実家を出て独り暮らしをしており、倹約に努め、外食を好まず自炊することが大半である。代り映えのしない日々を繰り返していた或る夜、ふと鏡を見た時に生気の抜けた老婆のような表情で佇む自分の姿に絶望的な気持ちになった。このままではいけないと奮起。しなやかで生命力溢れるベリーダンスを勧められてダンス教室の扉を叩いた。
スタイル抜群でセクシーなベリーダンサー・Saliということは、会社や周囲にはひた隠しにしている。
倉橋 朱里 （くらはし あかり）
派遣OL。23歳。地味な京子と対極にあるような可憐な容姿と若さ、周囲から浮かないように広く浅く人間関係を保つ付き合いの良さを自覚している、いわゆる「愛され系女子」。しかし、内心ではそんな自分を好いていない。周囲に流されるままの日常にジレンマが燻っているが抗う方法も分からず、「若くて可愛い」うちにパートナーを見つけて結婚をして、世間一般に普通と言われる幸せを手にしたいと願っていた。普段は温厚で卒なく愛想も良いが、実際は客観視する冷淡な一面もある。ひょんなことからSaliの正体が京子と知って以来、彼女の追っかけと化す。京子の芯の通った意思の強さや生き方に感銘を受け、京子に憧れを抱き、Saliの熱烈なファンになる。後に、京子が通っているベリーダンス教室に通うようになる。
笙野浩介（しょうの こうすけ）
銀行員。堅物で古臭い価値観をそのまま口にしてしまう性格。結婚願望は強いが女性に対して求める条件が多い上に、強い偏見を抱いている。容姿も及第点をゆうに超え、好条件にもかかわらず女性に一向にモテないのはその性格と口の悪さのせいである。京子らと出会い徐々に絆されてきている。
小西一紀（こにし かずき）
浩介の友人で広告代理店勤務。処世術に長けており、争いごとを好まず、女性に対しても親切なフェミニスト。合コンで出会った朱里に惹かれ、アプローチを仕掛けていく。念願がかなって後に朱里と付き合う。
仲原進吾（なかはら しんご）
朱里の学生時代からの友人。過去に一度だけ、朱里と寝たことがある。朱里に好意を寄せているが、はっきりと意思表示をしたことはない。二人の距離感を縮めることも、関係性が壊れることも恐れて煮え切らないまま、都合の良い友人というポジションをキープしている。
三好圭人（みよし けいと）
Sali（京子）の踊りの場であるペルシャ料理店「Sabalan」のマスター。ダラブッカ奏者でもある。京子が密かに憧れを抱いている人物。既婚者。

### その他
榎本華（えのもと はな）
朱里の学生時代からの友人。イベント会社で働くキャリアウーマン。
根岸沙奈（ねぎし さな）
朱里の学生時代からの友人。
Miki先生
ベリーダンス教室「ミキ オリエンタル」の講師。可愛いものが大好き。ポジティブ思考でパワフル。教室ではたくさん褒めて伸ばす方針を実践しており、生徒たちに自信を持たせている。

## 作風
ライターのふくだりょうこによると、本作は「田中さんに出会い人生が変わってきている大人たちの物語」である。田中もダンスを始めて、人との出会いにより変化している。「自分なんて価値がないから、大切にされなくても仕方がない」と考えることに対し、「決してそんなことはないと強く感じさせてくれる」作品となっている。
ドラマで田中京子役を演じる木南晴夏は、今まで漫画やドラマで見たことがなかったため、本作のベリーダンスを「新しい着眼点」だと感じている。木南によると、田中の「40歳という年齢で、周りからいろいろ言われるようなところ」がリアルであり、それを「受け入れて、受け流して、胸を張って生きている姿」がかっこよく描かれている。ドラマのプロデューサーの大井章生によると、主人公がベリーダンサーで登場人物のクセが強く笑いの要素があるが、「グッと心引き込まれる物語」でもある作品。

## 評価
2018年に第9回ananマンガ大賞を受賞している。
2022年、『CREA』（文藝春秋）2022年秋号にて発表された「夜ふかしマンガ大賞」にて、9位を獲得。
宇垣美里は「自分らしく楽しむ素晴らしさを学んだ作品」と評している。

## 書誌情報
- 芦原妃名子『セクシー田中さん』小学館〈プチコミックフラワーコミックスα〉、全8巻[注 1]
  1. 2018年4月10日発売[12][小 1]、ISBN 978-4-09-870061-5
  2. 2019年8月9日発売[小 2]、ISBN 978-4-09-870560-3
  3. 2020年10月9日発売[小 3]、ISBN 978-4-09-871189-5
  4. 2021年3月10日発売[小 4]、ISBN 978-4-09-871431-5
  5. 2022年4月8日発売[小 5]、ISBN 978-4-09-871650-0
  6. 2023年2月9日発売[小 6]、ISBN 978-4-09-872020-0
  7. 2023年10月10日発売[小 7]、ISBN 978-4-09-872451-2
  8. 2024年10月10日発売[小 8]、ISBN 978-4-09-872837-4

## テレビドラマ
2023年10月22日から12月24日まで、日本テレビ系「日曜ドラマ」枠で放送された。主演は地上波の民放GP帯の連続ドラマ初主演となる木南晴夏。

### キャスト
- 田中京子 - 木南晴夏（幼稚園時：米盛仁香[14]、小学生時：木谷依蓮[15]）
- 倉橋朱里 - 生見愛瑠[16]（幼少期：川瀬映子[17]）
- 笙野浩介 - 毎熊克哉[13]（幼少期：吉田奏佑[18]）
- 小西一紀 - 前田公輝[13]（中学2年生時：小島怜珠）
- 仲原進吾 - 川村壱馬（THE RAMPAGE）[13]
- 榎本華 - 円井わん[19]
- 根岸沙奈 - 坂ノ上茜[19]
- Miki先生 - 高橋メアリージュン[19]
- 景子 - 生駒里奈[19]
- アリサ - なえなの[19]
- 絵麻 - 西田麻耶[20]
- 花梨 - 平野沙羅[20]
- 美月 - 水沢エレナ[21]
- 晴子 - 榊木並[22]
- 課長 - 幸田尚子[23]
- 部長 - 加瀬信行[24]
- 彩香 - 杉浦楓香[25]
- 有希 - 伊藤ありす[26]
- 間宮 - 平田雄也[27]
- 三好圭人 - 安田顕[13]
- 翔子 - 星乃夢奈[21]
- 笙野正晴 - 螢雪次朗[28]（第2話 - ）
- 笙野悦子 - 市毛良枝[29]（第2話 - ）

#### ゲスト
第1話
- Asalaya - asalaya[30]
- 片桐 - 関口アナン[31]
- 真弓 - 白井琥珀（役名：真弓）[32]
- 合コンメンバー竹内誠人[33]
- 「Sabalan」の客 - 石綿大夢[34]、仲佐龍騎[35]、荒川琴[34]
- いじめっ子 - 里元秀天[36]（第6話）、大城龍永[37]（第6話）、鈴木かつき[38]（第6話）、楠楓馬[36]（第6話）

第2話
- 実花- 日比美思[39]（第4話）
- 松原百合 - 高崎かなみ[40]
- トレーナー - 東松史子[41]
- 老婆 - にしだまちこ
- ASYA - ASYA[42]

第3話
- 医師 - 水野智則[43]
- 麻衣 - 石井萌々果[44]
- 樋口美咲 - 高梨優佳[45]
- 男たち - 石黒雄太[46]、武田亮汰[47]、江田大空
- 店員、客 - 野崎ゲレーロ聡史、名取えりか[48]（第2話）、永井理沙[49]
- 家臣 - Ahmad Ali[50]
- ダンサー - Dilara[51]、India[52]

第4話
- 同僚 - やす子[53]
- 医師 - 木下貴夫
- 愛 - 福結稀
- 部長 - 村本明久[54]（第7話）
- 社員 - 石井美音奈、奥村晴楓
- Sabalanの客 - 源たいと[55]、川綱治加来[56]

第5話
- 愛子 - 未唯mie[57]（第6話・最終話）
- 朱里の母 - 小出奈央
- sabalanの客 - 長谷川ゆりさ（役名：めぐみ）[58]、西田裕輔、 黒岩よし
- 田中和義、田中倫子 - 佐戸井けん太[59]、朝加真由美[60]
- ダンサー - Yuu、Sumire、Iris、Shri、Amar、Farah、 Emily Diamond[61]

第6話
- 社員 - 結城陽葵[62]、玉井らん[62]、吉木遼[62]、村越亮太[62]
- 陽子 - 杉本愛莉鈴（第7話）
- ミュージシャン - 松尾賢[63]（第5話）、芹川諒[63]（第5話）、安藤亮輔[64]（第5話）
- ダンサー - Akane[65]

第7話
- 九条光希 - 木内舞留[66]（中学生時：星乃あんな）
- 同窓生 - 山城屋理紗[67]、伊藤麗[68]
- 男性 - 錦笑亭満堂[69]、俵広樹
- 進吾の同僚 - 佐藤葵
- スタッフ - 藤山凛[70]

第8話
- 滝口 - 塩野瑛久[71]（第9話）
- 滝口琴乃 - 冨手麻妙[71]（第9話）
- 滝口ゆず - 宇宿璃久[72]（第9話）
- 師島澄彦 - 河野真也（オクラホマ）[73][74]
- 山根ふみか - 朝倉あき[75]（第9話・最終話）
- 社員 - 徳竹未夏
- あいり - あいり（本人役）[76]
- スタッフ - 尾崎菜摘[77]

第9話
- 医師 - 若林秀敏
- 女性 - 五味多恵子[78]

最終話
- 村上佳奈 - 長野じゅりあ[79]

### スタッフ
- 原作 - 芦原妃名子『セクシー田中さん』（小学館『姉系プチコミック』）
- 脚本 - 相沢友子[7][80]（第1話 - 第8話）、芦原妃名子（第9話・最終話）[81][82][80]
- 演出 - 猪股隆一、伊藤彰記（AX-ON）[7]、宮下直之
- 音楽 - 日向萌
- 主題歌 - LE SSERAFIM「ドレスコード (Prod. imase)」（ユニバーサルミュージックジャパン）[83]
- ベリーダンス協力 - 一般社団法人日本ベリーダンス連盟
- ベリーダンス監修 - Izumi
- ダラブッカ指導 - 平井ペタシ陽一
- アイパートナー - 山口由里子
- VFX - 田中貴志
- プロット協力 - 富安美尋
- チーフプロデューサー - 三上絵里子[7]
- プロデューサー - 大井章生、田上リサ（AX-ON）[7]
- 制作協力 - AX-ON
- 製作著作 - 日本テレビ

### 放送日程
| 放送回                                                                      | 放送日   | サブタイトル                                              | ラテ欄                                                    | 脚本       | 演出     | 視聴率 |
| --------------------------------------------------------------------------- | -------- | --------------------------------------------------------- | --------------------------------------------------------- | ---------- | -------- | ------ |
| 第1話                                                                       | 10月22日 | 昼は地味なOL、夜はベリーダンサー田中さん                  | 背すじを伸ばして頑張りたくなる! 自分変革&解放物語         | 相沢友子   | 猪股隆一 | 7.2%   |
| 第2話                                                                       | 10月29日 | 朱里の復讐計画! 無神経なクズ男に怒りの鉄槌!               | ベリーダンスはふしだら!? 私のために怒ってくれた初めての人 | 相沢友子   | 猪股隆一 | 5.8%   |
| 第3話                                                                       | 11月05日 | 蘇る恥じらいの記憶! 田中さん、無神経男と過ごした空白の夜! | 心が弱っている時… 力になってくれる人                      | 相沢友子   | 伊藤彰記 | 6.0%   |
| 第4話                                                                       | 11月12日 | 四十肩の苦難! 踊れない私なんてただのおばさんよ!           | 四十肩の恐怖! 踊れない田中さんはただのオバさん!?          | 相沢友子   | 猪股隆一 | 5.8%   |
| 第5話                                                                       | 11月19日 | 推しの聖地へ! 田中さんの実家にみんなでお泊まり!           | お父さんお母さん… 自分を大切にしてくれる人                | 相沢友子   | 伊藤彰記 | 5.8%   |
| 第6話                                                                       | 11月26日 | 田中京子40歳、 ファーストキスを半分奪われました           | ダンス動画流出! 会社にもういられない                      | 相沢友子   | 猪股隆一 | 5.4%   |
| 第7話                                                                       | 12月03日 | 初デートで脳内バクハツ! 無神経男泥酔で靭帯損傷。          | 初デートの迷走と男達の闘い!?                              | 相沢友子   | 伊藤彰記 | 6.0%   |
| 第8話                                                                       | 12月10日 | 家政婦のタナカさん。 幸せの瑠璃色のスカーフ               | 生きる理由と死ぬまでにやりたいこと                        | 相沢友子   | 宮下直之 | 6.5%   |
| 第9話                                                                       | 12月17日 | キスしていい?田中京子一世一代の告白!?                     | すれ違う2人の想い 人生をかけた大告白                      | 芦原妃名子 | 伊藤彰記 | 6.6%   |
| 最終話                                                                      | 12月24日 | ラストダンス 退屈な毎日を変える魔法                       | 背筋を伸ばし歩く… 小さく確かな一歩                        | 芦原妃名子 | 猪股隆一 | 5.6%   |
| 平均視聴率 6.1%（視聴率はビデオリサーチ調べ、関東地区・世帯・リアルタイム） |          |                                                           |                                                           |            |          |        |

### 脚本を巡って
8話までは相沢友子が脚本を書いていたが、9話・10話では漫画作者の芦原が脚本を担当した。

#### 脚本家のSNS投稿
相沢は2023年12月24日、自身のInstagramに「最後は脚本も書きたいという原作者たっての要望があり、過去に経験したことのない事態で困惑しましたが、残念ながら急きょ協力という形で携わることとなりました」と投稿した。同月28日にもあらためて「私が脚本を書いたのは1〜8話で、最終的に9・10話を書いたのは原作者です。誤解なきようお願いします。」と脚本執筆回について述べた上で、「今回の出来事はドラマ制作の在り方、脚本家の存在意義について深く考えさせられるものでした。この苦い経験を次へと生かし、これからもがんばっていかねばと自分に言い聞かせていきます。どうか、今後同じことが二度と繰り返されませんように。」と心境を吐露する投稿を行った。

#### 原作者によるドラマ化経緯の公表
一方で放送終了後の2024年1月26日、漫画作者の芦原が自身のX（旧Twitter）とブログへの投稿で視聴者に向けての「ドラマ化にあたっての経緯の説明とお詫び」のコメントを行った。コメントでは「私が9話、10話の脚本を書かざるを得ないと判断するに至った経緯や事情を、きちんとお伝えした方が良いのではと思い至りました。この文章を書くにあたって、私と小学館で改めて時系列にそって事実関係を再確認し、文章の内容も小学館と確認して書きました」と前置きした上でドラマ化の経緯を明かした。
ドラマ化に際し、「漫画に忠実にし、忠実でない場合は加筆修正をする」、「ドラマオリジナルの終盤も、原作者があらすじからセリフまで用意し、原則変更しない」、「原作者が用意したものを、そのまま脚本化する方を想定したり、原作者が脚本を執筆する可能性もある」ことを条件として付けて買い手の日テレ側に伝えていたこと、条件が相手側の監督をはじめとするスタッフの人らに対して失礼極まりないことは承知の上であったため、この条件で本当に良いか、何度も確認した上でドラマ化がスタートしたことを明かした。
だが、毎回原作を大きく改変した脚本が提出され加筆修正しており、ドラマの終盤でも条件が守られず、修正などの意見がある場合は別途相談という形で伺うことを申し入れたものの、改変された脚本の提出とそれを「当初の約束通りに」と戻す作業が繰り返されていたこと、制作スケジュールが迫り脚本家の交代も要請したが、最終的に9話、10話の脚本を自ら相当短い時間で執筆しなければならなくなったことを明かした。また協議の結果、9話・10話の脚本には相沢も関わらず、プロデューサーの要望を取り入れつつ芦原が書き、日本テレビと専門家で内容を整えるということとなったとしている。
ところがこの公表の結果、今度は脚本家やプロデューサー陣に第三者からの非難がSNS上などで殺到することになった。同月28日までに芦原は一連の投稿を削除し、ただXには「攻撃したかったわけじゃなくて。ごめんなさい」と記し、ブログはそのものを閉鎖した。
なお、芦原は「必ず漫画に忠実に」とするドラマ化の条件が反故にされたと語り、「ドラマ化を今からでもやめたいぐらい」と訴えていた。ある大手出版社の関係者は芦原に「相当な心労があった」と指摘した上で、当時の状況について「疲れているようでした」と振り返っている。このとき、漫画家のアシスタントをしていた出版関係者は芦原が9話と最終回の10話を執筆したことについて「本業の連載締め切りに追われる中で脚本にまで没頭しなければならず、心身共に負担は大きかったはず。彼女が自分からやったこととはいえ、そうしなければならない状況に追い込まれたことが問題だったのではないでしょうか」と話している。

#### 原作者の死亡とその後
2024年1月28日、芦原の関係者から行方不明者届が出され、栃木県に行っているらしいとの情報で警視庁が栃木県警と協力して行方を捜索した。29日、栃木県日光市の川治ダムで芦原の遺体が発見された。芦原の自宅では遺書のようなものも発見されており、現場の状況などから自殺とみられている。
芦原の死去が報じられた翌29日、日本テレビは「芦原妃名子さんの訃報に接し、哀悼の意を表するとともに、謹んでお悔やみ申し上げます」、「『セクシー田中さん』につきまして日本テレビは映像化の提案に際し、原作代理人である小学館を通じて原作者である芦原さんのご意見をいただきながら脚本制作作業の話し合いを重ね最終的に許諾をいただけた脚本を決定原稿とし、放送しております」とコメントした。同日、相沢はInstagramアカウントを非公開設定に変更した。
同月30日、芦原の自宅から見つかった遺書には短い文章で失踪理由が書かれていたという。
同月31日、アメリカのエンターテインメント専門誌である「バラエティ」のオンライン版がジャパンタイムズなどの日本メディア記事を引用する形で報じ、本件について、「全面的なソーシャルメディア騒動に発展した」と伝えた。
2月6日、小学館は社員向けの説明会を開催し、その中で「芦原さんの急死に関する経緯などを社外発信する予定はございません」とした。その後8日に公式サイトで新たな声明を発表、その中で「調査を進め、再発防止に努めてまいります」と明言、合わせて第一コミック局編集者一同のコメントも公開し、今回の件に関する経緯を説明した。同日には相沢もInstagramのアカウントを公開設定に戻し、過去の投稿を削除した上で芦原への追悼コメントを投稿、芦原の投稿の内容についてはそれを読んで初めて知らされたとした上で、自身の発言に関しては「もっと慎重になるべきだったと深く後悔、反省しています」と発言、今回の投稿をもってアカウントを削除するとも表明した。
2月15日、日本テレビは「これまで独自に社内調査を行っておりましたが、原作漫画『セクシー田中さん』の出版社であり、ドラマ化にあたって窓口となっていただいた小学館にもご協力いただき、新たに外部有識者の方々にも協力を依頼した上、ドラマ制作部門から独立した社内特別調査チームを設置することにいたしました」とするコメントを発表した。
3月4日、小学館の取締役会が開かれ、「特別調査委員会」の設置が議決された。

#### 日本テレビによる調査報告書の公表
2024年5月31日、日本テレビは社内特別調査チームの調査結果を公表した。（節全体の出典）
まず、日本テレビ側は、小学館側から原作者の意向をドラマ化の条件として明確に伝えられた認識はなく、双方に原作の改変の程度について認識の齟齬が生じていたとした。また、原作者側と直接、意思疎通する機会を設けることができていなかったことも明かした。このような認識の齟齬から原作者の不信感が高まったとしている。
また、原作者側から問い合わせがあったシーンについて、撮影は5日後の予定だったところ、日本テレビ側はすでに撮影済みと回答していた。この理由について、入念な準備を重ねたため、内容の変更を求められると撮影現場に多大な迷惑がかかるためとしている。原作者がこのことを知ると、制作側から何を言われても信用できないという思いを抱き、より不信感が高まったとしている。
原作にないドラマオリジナル展開については、小学館側から日本テレビ側に対し、「原作者から、脚本の形か、詳細プロットの体裁で提案したい」「許諾の条件というほどではありませんがはっきりとした要望として検討してほしい」と伝えられていたが、日本テレビ側は、これを「条件」ではなく、「お願い」として認識していた可能性が高いとした。
原作者側からオリジナル部分（9話・10話）の詳細なプロットが日本テレビ側に送られた際に、アレンジなどはしないよう伝えられていたが、日本テレビ側は、脚本家が脚本を書く上で、セリフの変更などは発生すると伝えていた。原作者は自身が脚本を書くこともあり得るという認識だったのに対し、日本テレビ側は、原作者が書いた「あらすじからセリフまで」のプロットをもとに脚本家が脚本を書くという認識だったとした。
認識の齟齬は解消されず、最終的に9話・10話は原作者が書いた脚本を使用し、1話～8話を担当した脚本家は降板することになった。これについて脚本家は、日本テレビ側からの懇願により、制作サイドに迷惑を掛けてはいけないと思い、やむを得ず降板することを受け入れたと説明した。
原作者脚本の9話・10話について、日本テレビは、1〜8話の脚本家の名前をクレジット表記する方法を模索したが、原作者の理解を得ることはできず、9話は脚本家の名前を表記せずに、10話は「1話から8話を担当した脚本家とする形」で原作者側の了解を得て、放送した。これについて、脚本家は「クレジットに関しては日本テレビに決定権があるはずなのに、日本テレビは最後まで自分を守ってくれなかった」と述べた。この強い不満に加え、すべての脚本家の尊厳にかかわるという危機感から、ドラマ最終話の放送後、自らの立場をSNSで投稿した。
また、日本テレビは、原作者とも脚本家とも放送前に契約書を締結していなかったことを明かした。
これらを踏まえ、原作のあるドラマ制作について、関係者との信頼関係を構築する方策として、「なるべく早いタイミングで構成案・演出などが書かれた『相談書』を作成し、原作者本人を含めた原作サイドとすみやかに打ち合わせをすること」、「『相談書』を提示する際は、映像化において少なからず改変が生じることや、その内容や理由を丁寧に説明すること」、「出版社の理解と協力を得ながら、できるだけ早い段階で原作者に直接面会を求めること」、「重要な局面では、そのつど、原作者と直接面会する機会を作る努力をしつつも、原作者が面会を望まない場合には強要せず、出版社の意向も尊重し、最善の方法を協議する」「原作者や脚本家と可能な限り早期に契約を締結することが望ましい」といった内容を提示した。
SNSについては、投稿内容をきっかけとした誹謗中傷などを避けるため、日本テレビとしての指針を関係者に周知し、理解を得ることも必要だと提案した。

#### 小学館による調査報告書の公表
2024年6月3日、小学館は特別調査の報告書を公表した。

#### 企業のリスク管理の専門家である西山守准教授の見解
メディアにも度々、企業のリスク管理の専門家として呼ばれている桜美林大学の西山守准教授は、セクシー田中さんの事件をめぐってPRESIDENT Online上で見解を記事にした。今までの関係者の話を読み解くとドラマは最終的に全て芦原さんの監修が入っており、「原作が改編された」と主張しているのは第三者だけである。また脚本家の相沢の投稿内容が「芦原さんを批判した」と断定することもできない。あくまで第三者の解釈であり既成事実化のように拡散されたのは問題。その結果、関係者が批判にさらされた。それを目にした原作者が「攻撃したかったわけじゃなくて。ごめんなさい。」と最後の言葉を残して亡くなった。ドラマ制作の過程でストレスなどはあることは想定できるが、最後のメッセージを読む限りは意図せぬ攻撃を招いてしまったことへの自責の念が死への引き金になったのではないか？「○○○が芦原さんを殺した」という断定は誰にもできないが、どうしても１つだけ答えを入れないといけないならば「○○○」の中には「SNSでの関係者への攻撃と、それに便乗したネットメディア」と入れるとした。

### 配信ドラマ「メンターMiki先生」
Huluにて独占配信されるオリジナルストーリー。全4話。京子らが通うダンススクール「ミキ オリエンタル」の主催・Miki先生が生徒たちの悩みや四方山話に対し、中東のことわざを交えて金言を呈する。2023年12月17日に1話・2話、24日に3話・4話を配信。

#### 配信日程
| 話数   | 配信日   | サブタイトル                                             |
| ------ | -------- | -------------------------------------------------------- |
| 第1話  | 12月17日 | 約束は雲、実行は雨                                       |
| 第2話  | 12月17日 | 海にいる魚を売るな                                       |
| 第3話  | 12月24日 | 片手で拍手はできない                                     |
| 最終話 | 12月24日 | カラスがシャコに歩き方を習おうとして自分の歩き方を忘れた |

### 受賞
- 第118回ザテレビジョンドラマアカデミー賞[114]
  - 主演女優賞（木南晴夏）
  - 助演男優賞（毎熊克哉）
  - 助演女優賞（生見愛瑠）

| 日本テレビ系列 日曜ドラマ                                        | 日本テレビ系列 日曜ドラマ                                           | 日本テレビ系列 日曜ドラマ                                     |
| 前番組                                                           | 番組名                                                              | 次番組                                                        |
| ---------------------------------------------------------------- | ------------------------------------------------------------------- | ------------------------------------------------------------- |
| CODE -願いの代償- （2023年7月2日 - 9月3日） - 【読売テレビ制作】 | セクシー田中さん （2023年10月22日 - 12月24日） - 【日本テレビ制作】 | 厨房のありす （2024年1月21日 - 3月24日） - 【日本テレビ制作】 |